# Društvo
Društvo je neprofitna in nevladna organizacija civilne družbe. 
Društva so najbolj demokratična oblika civilnodružbenega združevanja ljudi z ozirom na njihov osebni interes in željo po udejstvovanju v družbenem življenju. Pravica do združevanja je tudi ena od človekovih pravic.
Po dejavnosti ločimo različne vrste društev, npr.: okoljevarstvena, gasilska, geografska, glasbena, humanitarna, izumiteljska, kmetijska, kulturna, ljubiteljska, medicinska, mladinska, modelarska, obrtniška, pevska, planinska, popotniška, stanovska, športna, študentska, taborniška, turistična, univerzitetna, znanstvena, idr.

## Društva v Sloveniji
V Sloveniji deluje več kot 20.000 društev.  Več kot 1500 je gasilskih.
V slovenskem pravu je društvo prostovoljno, samostojno, nepridobitno združenje fizičnih ali pravnih oseb, ki se združujejo zaradi skupno določenih interesov, opredeljenih v temeljnem aktu in v skladu z zakonom, namen ustanovitve in delovanja društva pa ni pridobivanje dobička.
Društva se lahko povezujejo v zvezo društev.

## Zveza društev
Zveza je v slovenskem prostoru razumljena kot skupnost organizacij (v sila redkih primerih tudi skupnost posameznikov) z enako ali sorodno dejavnostjo in skupnimi interesi. Sestavlja jo več organizacijskih enot - društev, ki običajno zvezo tudi ustanovijo. V skladu s trenutno veljavno zakonodajo je zveza prostovoljno, samostojno, nepridobitno združenje društev in z registracijo pridobi status pravne osebe zasebnega prava.